# Monument aux Parisiens morts pendant la Première Guerre
Le Monument aux Parisiens morts pendant la Première Guerre mondiale rassemble en un seul lieu les noms des soldats parisiens de tous les arrondissements. Il est inauguré à l'occasion de la célébration du centenaire de l'armistice, soit le 11 novembre 2018.

## Présentation
Le monument aux morts est situé sur le mur extérieur du cimetière du Père-Lachaise, dans le 20e arrondissement de Paris, le long du boulevard de Ménilmontant. Les noms de 94 415 Parisiens morts au combat sont inscrits sur des plaques d'acier bleu foncé, sur une longueur de 280 m et 1,30 m de haut. Cet ouvrage a été conçu par l'atelier Phileas architecture et réalisé par les Services de la ville de Paris. Il est inauguré par la maire Anne Hidalgo le 11 novembre 2018.
Il porte l'inscription : « Aux Morts de la Grande Guerre - Paris à ses enfants ». Les noms des Parisiens sont inscrits par année et par ordre alphabétique, jusqu'en 1925 pour les morts des suites de leurs blessures à la guerre. Le mur extérieur a été choisi pour symboliser le lieu entre le monde des vivants et celui des morts.

## Travail préparatoire
En 2010, le professeur Jean-Louis Robert avec une équipe du Centre d'histoire sociale du XXe siècle de l’université Paris-I Panthéon-Sorbonne commence la collecte des noms des soldats domiciliés à Paris et figurant sur les livres d'or des morts pour la France de la guerre de 1914-1918 des mairies des arrondissements de Paris, sauf celle du 3e arrondissement. Il a dû procéder à un travail de recoupement des données des fiches des morts aux guerres et les sépultures de SGA Mémoire des Hommes, ainsi que les fiches des matricules des Archives départementales (AD).
Jean-Louis Robert est également à l'origine du Monument aux morts (virtuel) de la Grande Guerre - Ville de Paris. On peut y consulter, depuis 2016, la liste des soldats parisiens.
Les régiments des soldats sont indiqués en abréviations, celles-ci sont reliées à la liste des abréviations militaires.

## Rayonnement
En 2018, le Monument aux morts parisiens de la Grande Guerre remporte le prix du « Geste d’Or ». Ce prix récompense les projets qui valorisent le patrimoine.

## Sources
- Mémorial 14-18
- Morts pour la France de la première guerre mondiale
- Les monuments aux morts des capitales Élise Julien
- Les monuments aux morts Université de Lille
- Archives départementales